# 白绿绵枣儿
白绿绵枣儿（学名：Scilla scilloides var. albo-viridis）为百合科绵枣儿属绵枣儿的变种。分布在日本、俄罗斯以及中国大陆的四川、云南等地，生长于海拔1,600米至3,000米的地区，一般生于路旁、山坡和草地上，目前尚未由人工引种栽培。

## 异名
- Scilla scilloides (Lindl.) Druce var. albo-viridis (Hand.-Mazz.) Wang et Y. C. Tang ex S. C. Chen